# Raciborskiella
Raciborskiella is een monotypisch geslacht van zakjeszwammen behorend tot de familie Strigulaceae. Het bevat alleen Raciborskiella zollerniae. 